# 管应祥
管应祥，浙江海宁人，清朝政治人物。
鄉試中舉。乾隆五十二年（1787年）至乾隆五十四年（1789年），擔任利川知县。